# I've been mellow
『I've been mellow』（アイヴ・ビーン・メロウ）は、南沙織の通算18枚目のオリジナル・アルバム。1978年6月1日発売。発売元はCBSソニー。

## 概要
LP帯コピー：愛の世代に贈るさわやかな予感
25thシングル「春の予感‐I've been mellow‐」とそのB面曲「もどかしい夢」、26thシングル「愛なき世代」とそのB面曲「九月のエピソード」を含む、18枚目のオリジナルアルバム。なお、「愛なき世代」「九月のエピソード」はアルバム・ヴァージョンでの収録となっている。
結婚後、姓を改めて活動を再開した松任谷由実から提供を受けた「ミッドナイト・シンデレラ」が収録されている。荒井由実時代には「青春に恥じないように」というシングル曲の提供を受けた（どちらも作詞のみ）。なお、″荒井由実″ と ″松任谷由実″ の両名義でオリジナル楽曲の提供を受けている女性歌手は、南以外には石川セリのみである。
2005年に、ソニーレコードのWeb通信販売サイト ″Sony Music Shop″ 内の ″オーダーメイドファクトリー″ で購入予約注文数が規定枚数に達したため、初CD化が実現し（帯なし、プラスチックケース仕様）、その後程なくCD-BOXにて再発売された。
デビュー35周年CD-BOX『Cynthia Premium』に収納された紙ジャケット盤には、「愛なき世代」「九月のエピソード」のシングル・ヴァージョンがボーナス・トラックとして追加収録された。
CDパッケージでの生産は中止されており、音楽配信でのみ購入が可能である（2018年現在）。

## 収録曲

### LP / CT

#### SIDE A
1. 愛なき世代
作詞: 松本隆、作曲: 木戸一成、編曲: 川村栄二
2. ミッドナイト・シンデレラ
作詞: 松任谷由実、作曲: 原田良一、編曲: 馬飼野康二
3. 恋人達の場所
作詞: 竜真知子、作曲: 梅垣達志、編曲: 川村栄二
4. 悲しきヒロイン
作詞: 中里綴、作曲・編曲: 馬飼野康二
5. そっと乾杯
作詞: 竜真知子、作曲: 梅垣達志、編曲: 川村栄二
6. 引き潮
作詞: 中里綴、作曲: 都倉俊一、編曲: 川村栄二
  - オリジナル歌唱は、狩人。

#### SIDE B
1. 九月のエピソード
作詞: 竜真知子、作曲・編曲: 馬飼野康二
2. 最後のおとしもの
作詞: 中里綴、作曲: 梅垣達志、編曲: 川村栄二
3. もどかしい夢　
作詞・作曲・編曲: 尾崎亜美
  - 25thシングル「春の予感 ‐I've been mellow‐」のB面曲。
4. ジョーのコンサート
作詞: 中里綴、作曲: 梅垣達志、編曲: 川村栄二
5. アンコール
作詞: 竜真知子、作曲・編曲: 馬飼野康二
6. 春の予感 -I've been mellow-
作詞・作曲・編曲: 尾崎亜美
  - 資生堂 '78年 春のキャンペーン・ソングに採用された。

### Cynthia Premium盤
1. 愛なき世代
2. ミッドナイト・シンデレラ
3. 恋人達の場所
4. 悲しきヒロイン
5. そっと乾杯
6. 引き潮
7. 九月のエピソード
8. 最後のおとしもの
9. もどかしい夢
10. ジョーのコンサート
11. アンコール
12. 春の予感 -I've been mellow-

#### ボーナス・トラック
1. 愛なき世代（シングル・ヴァージョン）
2. 九月のエピソード（シングル・ヴァージョン）
  - 26thシングル「愛なき世代」のB面曲。

## 発売履歴
- 1978年06月01日 - LP
- 2005年06月24日 - CD （オーダーメイドファクトリー）
- 2006年06月14日 - CD （紙ジャケット・高音質マスターサウンド）
  - 35周年CD-BOX『Cynthia Premium』の1枚。個別販売はされていない。